# Jubal Rocha Mendes Júnior
Jubal Rocha Mendes Júnior, mais conhecido como Jubal Júnior ou simplesmente Jubal (Inhumas, 29 de agosto de 1993) é um futebolista brasileiro, que atua como zagueiro. Atualmente, atua pelo Krasnodar.

## Carreira

### Vila Nova
Jubal entrou nas categorias de base do Vila Nova com 11 anos e ficou até os 17, quando se profissionalizou e chegou a jogar no Campeonato Goiano.

### Santos
Foi contratado pelo Santos para a equipe sub-20 e, ainda na base do clube, conquistou o título da Copa São Paulo 2013 e do Paulista Sub-20, em 2012. Atuou pelas Seleção Brasileira sub-20, onde ganhou o Torneio Internacional de Toulon em 2013 e a Youth Cup.
Teve uma sequência na equipe principal com o Oswaldo de Oliveira no Campeonato Paulista e no Brasileiro antes da Copa do Mundo de 2014, mas logo depois disso sofreu uma lesão no joelho.
No segundo semestre de 2015, atuou pelo Avaí por empréstimo.
O zagueiro defendeu o Santos entre 2011 e 2015 e atuou em 22 partidas pelo profissional do Peixe.

### Arouca
Em fevereiro de 2016, rescindiu contrato com o Santos e se transferiu ao Arouca, de Portugal. Na temporada 2016/17, jogou 3410 minutos pelo clube e disputou os playoffs da Liga Europa.
Em agosto de 2017, foi emprestado para o Vitória de Guimarães por uma temporada, onde também disputou a Liga Europa.
Ainda no país luso, passou por Boavista, em 2018, e Vitória de Setúbal, em 2019.

### Auxerre
Em setembro de 2020, se transferiu para o Auxerre. Na segunda temporada pelo clube, viveu a melhor fase da carreira até então, sendo peça fundamental no sistema defensivo do time. O defensor se sagrou como o jogador com maior média de cortes por jogo em todo o time, com 4,2, e o Auxerre não levou gols em 14 dos 38 jogos disputados na Ligue 2. Nesta temporada, conquistou o acesso do Auxerre à 1ª divisão francesa após dez anos, atuando em 39 das 41 partidas, todas como titular, somando ao todo 3511 minutos em campo.

### Krasnodar
No dia 28 de maio de 2025, o Krasnodar, da Rússia, anunciou a contratação do zagueiro Jubal, por duas temporadas.